# Aka, Komárom-Esztergom
Aka  este un sat în districtul Kisbér, județul Komárom-Esztergom, Ungaria, având o populație de 260 de locuitori (2011). 

## Demografie
Componența etnică a satului Aka
     Maghiari (100%)
Componența confesională a satului Aka
     Romano-catolici (55,77%)
     Reformați (2,69%)
     Luterani (1,92%)
     Fără religie (1,54%)
     Necunoscută (38,08%)
Conform recensământului din 2011, satul Aka avea 260 de locuitori. Din punct de vedere etnic, majoritatea locuitorilor (100,0%) erau maghiari.  Din punct de vedere confesional, majoritatea locuitorilor (55,77%) erau romano-catolici, existând și minorități de reformați (2,69%), luterani (1,92%) și persoane fără religie (1,54%). Pentru 38,08% din locuitori nu este cunoscută apartenența confesională.